# Disco (Musik)

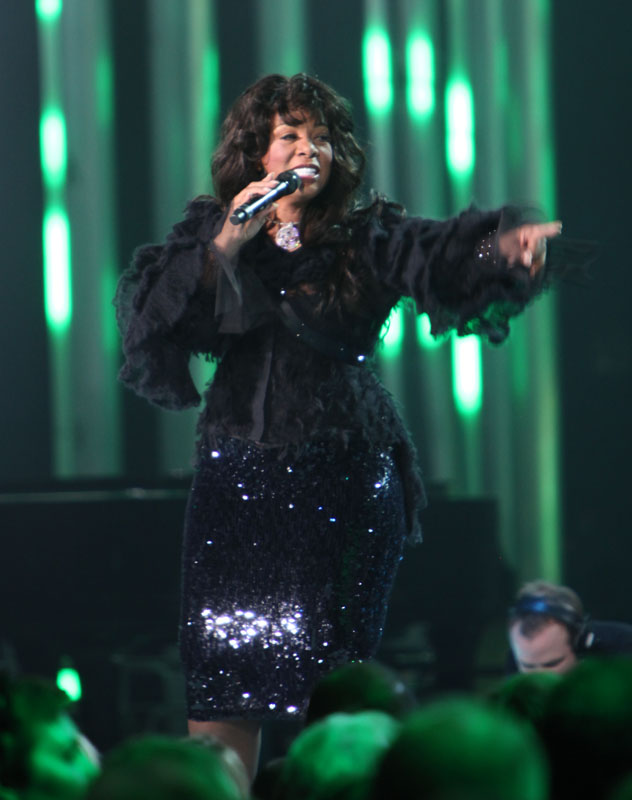
„Disco-Queen“ Donna Summer (2009)

Disco ist eine mit der Funkmusik verwandte Stilrichtung der Popmusik, die um 1974 zu einem eigenständigen Musikgenre wurde. Texte, Melodie und Gesang treten bei Disco-Musik in den Hintergrund; Tanzbarkeit, Groove, ein Beat von etwa 100 bis 120 Schlägen pro Minute (bpm) und der Mix stehen im Vordergrund.
Die Blütezeit der Disco-Musik fand zwischen 1976 und 1979 statt. Sie war für die Mode, den Zeitgeist und das Lebensgefühl dieser Jahre prägend. 

## Etymologie
Der englische Name des Musikstils, disco, ist das Kurzwort für englisch discotheque, vgl. deutsch Diskothek. Dieser Begriff tauchte um 1941 im Französischen als discothèque erstmals in der Umgangssprache auf. Das Wort bezeichnete ursprünglich ein Behältnis, in dem Schallplatten oder auch andere Tonträger aufbewahrt werden, und in der Folge auch eine Sammlung von Tonträgern, oder auch eine Einrichtung, in der Tonträger aufbewahrt und ggf. verliehen werden (vgl. Bibliothek, Audiothek), im Französischen immer noch mögliche Alternativbedeutungen.

## Entstehungsgeschichte

### Vom Soul zur Underground-Disco
In den 1960er Jahren wurden Diskotheken populär, zunächst in Westeuropa und dann in den USA. Hier hörten junge Leute aktuelle tanzbare und eingängige Musik.
Als 1969 nach den Stonewall-Riots der Schwulen und Lesben in New York das Tanzverbot für gleichgeschlechtliche Paare aufgehoben wurde und sich auch in der schwul-lesbischen Szene ein neues Selbstbewusstsein entwickelte, schossen in der Stadt Clubs und Bars aus dem Boden, in denen die Anfänge der Discokultur der 1970er Jahre lagen. Als Musik kristallisierte sich eine Mischung aus tanzbarem aktuellem Rock, Funk im Stil von James Brown, dem weicher, opulent arrangierten Soulstil namens Phillysound und lateinamerikanischer Musik heraus. Aus diesen Anfängen wurde um 1974 ein eigener Musikstil, der als Disco bezeichnet wurde.
Stilbildend dabei war DJ und Veranstalter David Mancuso, der in seiner Privatwohnung Loft-Partys veranstaltete. Hier wurden nicht nur zum ersten Mal nonstop Platten hintereinander gespielt, sondern Mancuso gestaltete den Raum mit Ballons und anderen Elementen und achtete auf die Qualität des Sounds und die Besonderheit der Atmosphäre. Das Publikum des Lofts war vorwiegend homosexuell und kam aus allen ethnischen Gruppen der Stadt. Diese Eckpunkte wurden im weiteren Verlauf der Entwicklung der Disco-Kultur zunächst nur im New Yorker Underground ausgebaut. Um 1974/75 wurde Disco auch außerhalb des subkulturellen Untergrunds Manhattans populär.
Billboard, das bedeutendste Fach- und Branchenblatt für Musik und Entertainment in den USA, veröffentlichte ab dem 26. Oktober 1974 wöchentlich Disco-Hitlisten. Die erste wurde von Tom Moulton zusammengestellt, einem der erfolgreichsten und einflussreichsten Disco-Produzenten und -Remixer, und maß die Song-Popularität in New York City. Sie trug zunächst den Titel Disco Action und folgende Lieder belegten die ersten zehn Plätze:
| Platzierung | Künstler                       | Song                                      |
| ----------- | ------------------------------ | ----------------------------------------- |
| 01.         | Gloria Gaynor                  | Never Can Say Goodbye                     |
| 02.         | Ecstasy, Passion & Pain        | Ask Me                                    |
| 03.         | Disco-Tex and His Sex-O-Lettes | Get Dancin’                               |
| 04.         | Barry White                    | You’re the First, the Last, My Everything |
| 05.         | The Modulations                | I Can’t Fight Our Love                    |
| 06.         | Jimmy Ruffin                   | Tell Me What You Want                     |
| 07.         | The Tymes                      | You Little Trustmaker                     |
| 08.         | B.T. Express                   | Do It (’Til You’re Satisfied)             |
| 09.         | The Blackbyrds                 | Gut Level                                 |
| 10.         | Carl Carlton                   | Everlasting Love                          |

Die Hitliste blieb bis 1976 regional und verschiedene Städte wurden vorgestellt, bis in der Woche vom 28. August 1976 die National Disco Action die Hits landesweit abbildete.

### In den Mainstream

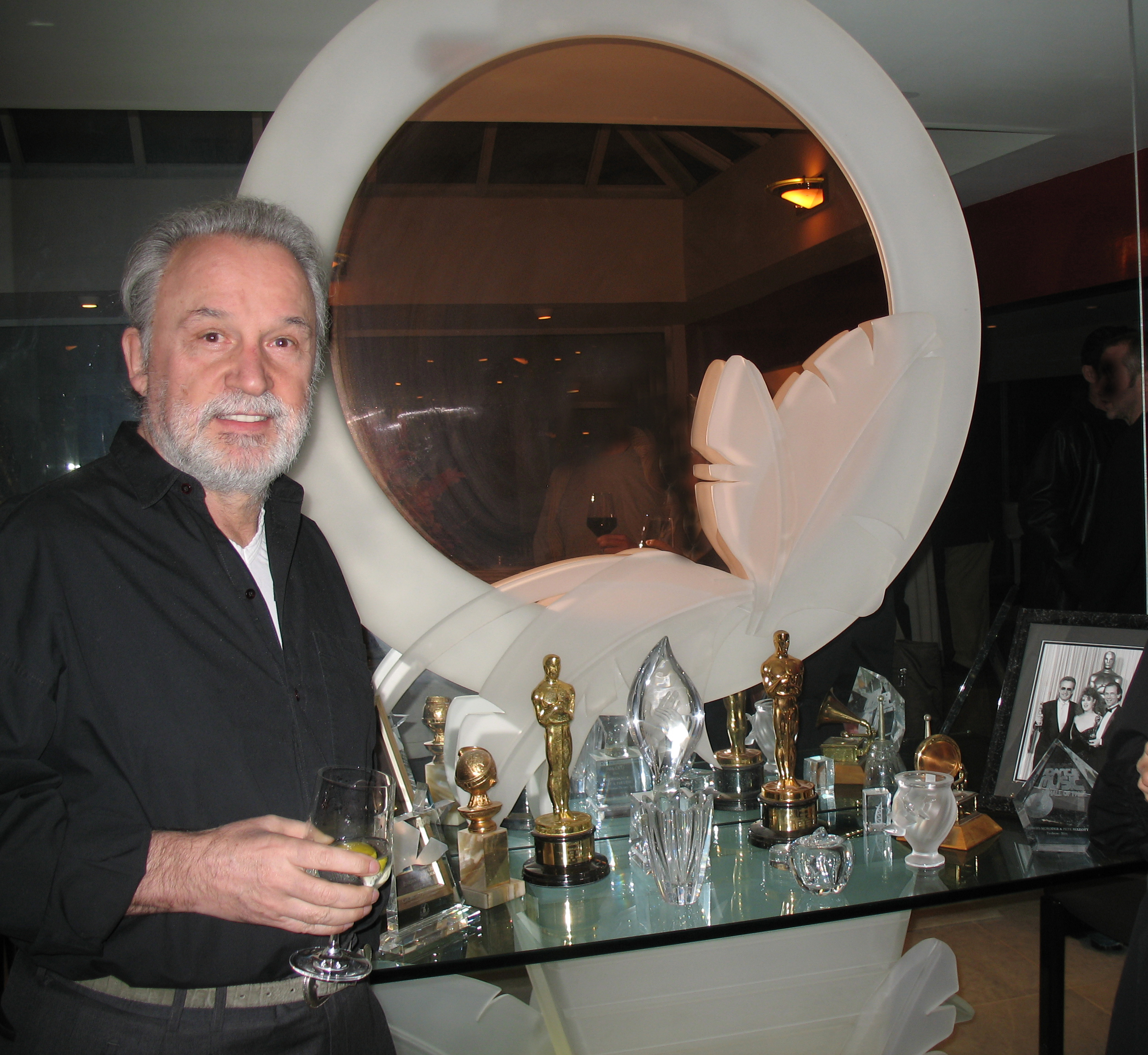
Disco-Pionier Giorgio Moroder

Die Verknüpfung mit massentauglichen Refrains machte den Disco-Sound allmählich auch für das Mainstream-Radio interessant, und er verlor seinen subkulturellen Charakter. So schafften zwischen 1974 und 1975 die ersten Disco-Hits den Sprung in die Charts: Rock the Boat von The Hues Corporation (1974), Rock Your Baby von George McCrae (1974 die meistverkaufte Single in Deutschland), Kung Fu Fighting von Carl Douglas (1974) oder Shame, Shame, Shame von Shirley & Company (1975).
Als die Plattenfirmen das kommerzielle Potenzial erkannten, begann man, Platten speziell für Diskotheken zu produzieren. Um die Tänzer länger zu unterhalten, wurden Maxi-Singles (12") und spezielle Remixe von DJs entwickelt. Überhaupt spielte der Diskjockey bei der Entwicklung der Disco-Musik zum ersten Mal in der Geschichte der Pop-Musik eine prominente Rolle. Seine Mixe und die Auswahl der Reihenfolge, in der er die Platten auflegte, entschieden darüber, ob die Tänzer Spaß hatten und auf der Tanzfläche blieben. Als Teil der Show forderte er oft zu kollektiven Begeisterungsgesten wie Schreie oder Händeheben etc. auf.
Auch in Europa knüpfte man bald an den kommerziell erfolgreichen amerikanischen Trend an; es entstand die sogenannte Euro Disco. In Deutschland begann 1976 unter anderem der Erfolgsweg von Boney M. mit Daddy Cool. Der Munich Sound von Giorgio Moroder – geprägt durch die Dominanz von Streichern zu sich ständig wiederholenden Refrains – brachte Welthits wie Love to Love You Baby und I Feel Love von Donna Summer oder Fly, Robin, Fly des deutschen Frauentrios Silver Convention hervor.

Das deutsche Logo zum Kino-Hit Saturday Night Fever

Die Beliebtheit von Discomusik in Nordamerika und Westeuropa gipfelte 1977 in dem Film Saturday Night Fever. Die Handlung des Films entsprach dem Lebensgefühl der Disco-Generation: Aus dem tristen Alltagsleben auszubrechen und für eine Nacht ein Star zu sein. Während nun für einige Jahre Disco die Popmusikszene regierte, gab es auch bald Unmutsbekundungen wie „Disco sucks“ („Disco ist scheiße“). Einen Tiefpunkt erreichte die Popularität von Disco im Juli 1979 in Chicago mit der Disco Demolition Night, als die Veranstalter eines Baseballspiels die von Zuschauern mitgebrachten Disco-Schallplatten in die Luft sprengten.
Nur wenigen Künstlern gelang es, als Star der Disco-Welle über das Genre hinaus eine lang anhaltende Karriere aufzubauen: Donna Summer wurde ebenso wie Barry White ein Weltstar. Die Bee Gees schafften mit dem Disco-Sound ein sehr erfolgreiches Comeback und waren auch maßgeblich am Erfolg des Saturday Night Fever-Albums beteiligt. Jedoch konnten die Bee Gees sich selbst produzieren, eine Tatsache, die besonders in der Disco-Ära wichtig war. Selten zuvor hatten Produzenten bessere Chancen, selbst zu Stars zu werden: Moroder, der Stars wie Donna Summer, The Three Degrees und Blondie produzierte und Frank Farian, der beispielsweise für Boney M. verantwortlich zeichnete, zählten zu den einflussreichsten Persönlichkeiten der Disco-Ära in den 70ern.

### Einflüsse auf Pop- und Rockmusiker der 1970er Jahre
Auch viele Pop- und Rockstars wie The Rolling Stones, Rod Stewart, Queen, Electric Light Orchestra und Cher gaben einigen ihrer Songs eine discoartige Note. Der Disco-Beat weitete sich in fast alle Genres aus, auch Country-Sänger wie Dolly Parton oder Hard-Rock-Gruppen wie Kiss übernahmen ihn und konnten damit Erfolge feiern. ABBA ließen speziell in ihrem 1979 erschienenen Album Voulez-Vous mit unüberhörbaren Disco-Anklängen aufhorchen. Weitgehend unbeachtet blieb hingegen beispielsweise Liza Minnellis Disco-Album Tropical Nights.
Umgekehrt coverten zahlreiche Discoformationen Rock- und Popklassiker, etwa Neil Youngs Heart of Gold (Boney M.), oder sogar Beethovens 5. Sinfonie (A Fifth of Beethoven von Walter Murphy).

### Einfluss auf neue Stilrichtungen seit den 1970er Jahren
Die Disco-Welle beeinflusste auch in den 1980er Jahren weiter die Musik, unter anderem im House und Hi-NRG mit verstärkt elektronischer Instrumentalisierung und Verwendung von Samples. Während sich in Europa in den 80er Jahren Euro Disco und Italo Disco entwickelte, die mehr dem Synthie-Pop als dem Soul und Funk der 70er Jahre entstammen, wurde vor allem in den USA R&B wieder populär. Aus diesen Stilen hat sich auch ein Teil der Dance-Musik entwickelt. Mit der eigentlichen Discomusik aus den 70er Jahren hat vor allem House eine engere musikalische Verwandtschaft.

## Stil und Instrumentierung

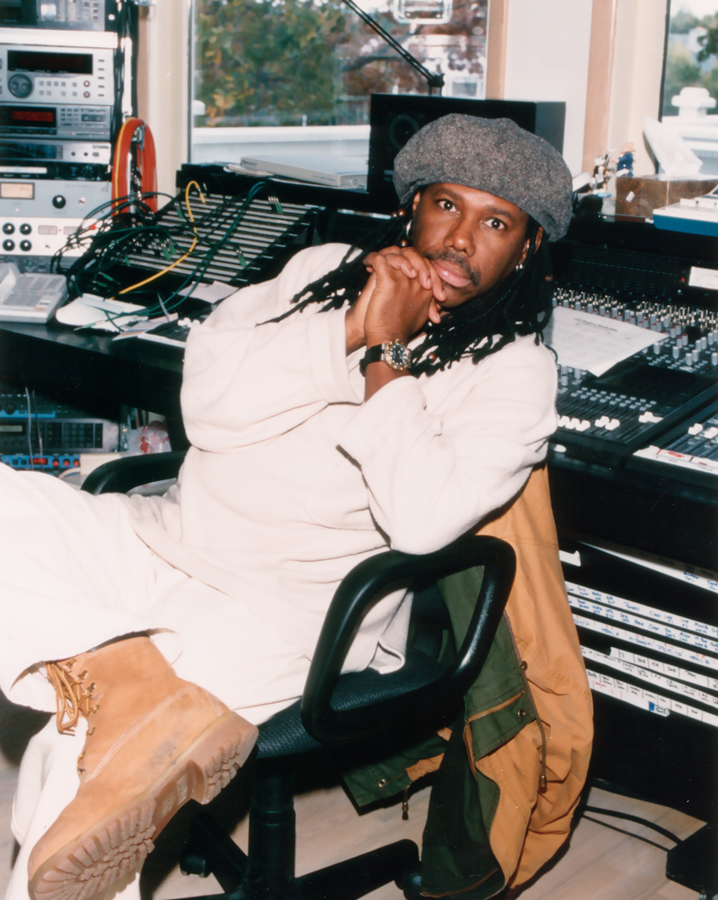
Der Produzent und Chic-Gründer Nile Rodgers in seinen Le Crib Studios, 1999

Typische Instrumente der Discomusik sind die rhythmische Gitarre, die Bassgitarre, das Klavier und Keyboard. Zum unverwechselbaren Discosound gehören auch Streicher wie Violine, Cello oder Harfe, Blasinstrumente wie Trompete, Saxophon, Klarinette oder Flöte und das Schlagzeug. Besonderer Beliebtheit erfreuten sich die damals aufkommenden elektronischen Modelle, die sogenannten E-Drums.
Typisch für viele Disco-Nummern ist der 4/4-Takt, 1/16-Schläge auf der Hi-Hat, die durchlaufende Bassdrum (4-to-the-floor) und die oft rhythmisch komplexen, häufig synkopierten (also gegen den Beat laufenden) Basslinien. Dazu kommen oft weitere Instrumente wie die Rhythmusgitarre, wobei Lead-Gitarren selten sind. Keyboards und andere Instrumente übernehmen hauptsächlich harmonische Funktionen und treten im Mix eher in den Hintergrund. In der Spätphase der Disco-Musik wurde die Gitarre teilweise durch Synthesizer ersetzt.
Des Weiteren fällt der Perkussion eine wichtige Rolle zu. Besonderer Beliebtheit erfreuen sich Handtrommeln (Congas), die häufig während des gesamten Stücks im Hintergrund zu hören sind. Charakteristisch für einige Disco-Stücke ist das Zusammenspiel des durchgängigen Beats des Schlagzeugs mit den Perkussionsinstrumenten in Zwischenteilen, den sogenannten Breaks, die oft einen großen Teil eines Stücks ausmachen. In diesen Breaks setzt ein Großteil der Instrumente aus, und es sind nur noch Schlagzeug und Perkussion zu hören. Nach und nach oder auf einen Schlag beginnen wieder alle Instrumente zu spielen.
Der stilistisch orchestrale Stil der Disco-Musik entsteht vor allem durch die häufige Verwendung von unisono gespielten Streicher- und Bläserlinien in Verbindung mit ansteigenden und nachhallenden Gesängen oder durch lange instrumentale Zwischenstücke, die eine Wall of Sound entstehen lassen. In den späten 70er Jahren, als der Discosound sich verselbständigte und zahlreiche One-Hit-Wonder hervorbrachte, entstand ein minimalistischerer Discosound mit transparenterer und sparsamerer Instrumentierung. Ein Wegbereiter dafür war die Gruppe Chic.

## Vertreter der klassischen Disco-Musik (1970er Jahre bis Anfang der 1980er Jahre)

### Interpreten, Gruppen und Projekte
| - 5000 Volts - A Taste of Honey - Alicia Bridges - Amanda Lear - Amii Stewart - Andrea True Connection - Anita Ward - Asha Puthli - Baccara - Barrabas - Belle Epoque - Billy Ocean - Bobby Orlando - Boney M. - Carl Douglas - Carol Douglas - Cerrone - Cheryl Lynn - Chic | - Claudja Barry - Dan Hartman - Debbie Jacobs - Dee D. Jackson - Disco-Tex and His Sex-O-Lettes - Donna Summer - Eruption - Evelyn "Champagne" King - Foxy - France Joli - Gibson Brothers - Gilla - Gloria Gaynor - Grace Jones | - Hot Chocolate - Indeep - Jocelyn Brown - Judy Cheeks - KC & The Sunshine Band - Kelly Marie - Linda Clifford - Lipps, Inc. - Loleatta Holloway - Luisa Fernandez - Madleen Kane - Michael Zager Band - Miquel Brown - Patrick Cowley - Patrick Hernandez - Patrick Juvet - Pattie Brooks | - Roberta Kelly - Salsoul Orchestra - Santa Esmeralda - Sheila B. Devotion - Shirley & Company - Silver Convention - Supermax - Sylvester - The Real Thing - The Ritchie Family - Tina Charles - Van McCoy - Vicki Sue Robinson - Village People - Viola Wills - Weather Girls |  |

### Aus dem (Philly-)Soul und Funk kommend
| - Ashford & Simpson - Average White Band - Bar Kays - Barry White - Bohannon - Candi Staton - Chaka Khan - Commodores - Crown Heights Affair - Detroit Emeralds | - Diana Ross - Earth, Wind & Fire - Freda Payne - George McCrae - Gwen McCrae - Harold Melvin & The Blue Notes - Heatwave - Hues Corporation - Isaac Hayes | - James Brown - Kool & the Gang - Melba Moore - Michael Jackson - Peaches & Herb - Pointer Sisters und Bonnie Pointer - Rose Royce - Sister Sledge - Sly & the Family Stone | - Stephanie Mills - Tavares - The Emotions - The Jackson Five - The O’Jays - The Stylistics - The Three Degrees - The Trammps - The Whispers - Thelma Houston |

### Aus dem Jazz kommend
- George Benson
- Herbie Mann
- Idris Muhammad
- Marlena Shaw
- Ramsey Lewis
- Roy Ayers

### Aus der Pop- oder Rock-Musik weiterentwickelt
| Künstler                 | Songs | Alben                                                                                |
| ------------------------ | --- | ------------------------------------------------------------------------------------ |
| ABBA                     | Dancing Queen (1976), Voulez-vous (1979), Gimme! Gimme! Gimme! (1979), Lay All Your Love on Me (1980)    |                                                                                      |
| Andy Gibb                | Shadow Dancing (1977)                                                                                    |                                                                                      |
| Barry Manilow            | Copacabana (at the Copa) (1978)                                                                          |                                                                                      |
| Bee Gees                 | You should be dancing (1976), Stayin’ Alive, Night Fever (1977), Tragedy (1979)                          | Studio-Alben zwischen 1975 und 1979 sowie der Soundtrack zu Nur Samstag Nacht (1977) |
| Bette Midler             | Married Men (1979)                                                                                       | Thighs And Whispers (1979)                                                           |
| Blondie                  | Heart of Glass (1979), Call Me (1980), Rapture (1981)                                                    |                                                                                      |
| Cher                     | Take Me Home (1979)                                                                                      | Take Me Home, Prisoner (1979)                                                        |
| Dalida                   | J'attendrai, Besame Mucho (1976), Monday, Tuesday... Laissez-moi danser (1979), Gigi in Paradisco (1980) |                                                                                      |
| Dolly Parton             | Baby I'm Burnin’ (1978)                                                                                  |                                                                                      |
| Dr. Hook                 | When You’re in Love with a Beautiful Woman, Better Love Next Time (1979), Sexy Eyes (1980)               |                                                                                      |
| Dusty Springfield        | That’s the Kind of Love I’ve Got for You (1978)                                                          |                                                                                      |
| Electric Light Orchestra | Shine a Little Love, Last Train to London (1979)                                                         | Discovery (1979), Xanadu (1980, Soundtrack mit Olivia Newton-John)                   |
| Elton John               | Victim of Love (1979)                                                                                    | Victim of Love (1979)                                                                |
| Ethel Merman             | | The Ethel Merman Disco Album (1979)                                                  |
| Helen Reddy              | Ready or Not (1978), Make Love to Me (1979)                                                              |                                                                                      |
| Herb Alpert              | Rise (1979)                                                                                              | Rise (1979)                                                                          |
| Johnny Mathis            | Gone, Gone, Gone (1979)                                                                                  |                                                                                      |
| Kiss                     | I Was Made for Lovin’ You (1979)                                                                         |                                                                                      |
| Liza Minnelli            | | Tropical Nights (1977)                                                               |
| Lulu                     | I Love to Boogie (1979)                                                                                  |                                                                                      |
| Neil Sedaka              | Love in the Shadows (1976)                                                                               |                                                                                      |
| Petula Clark             | Downtown 77 (1977), I'm Not in Love (1978)                                                               |                                                                                      |
| Queen                    | Another One Bites the Dust (1980)                                                                        |                                                                                      |
| Rita Coolidge            | You (1978)                                                                                               |                                                                                      |
| Rod Stewart              | Da Ya Think I’m Sexy? (1978)                                                                             |                                                                                      |
| Santana                  | One Chain (Don’t Make No Prison) (1979)                                                                  |                                                                                      |
| Sarah Brightman          | I Lost My Heart to a Starship Trooper (1978, mit Hot Gossip)                                             |                                                                                      |
| The Four Seasons         | Who Loves You, December, 1963 (Oh, What a Night) (1975)                                                  |                                                                                      |
| The Rolling Stones       | Miss You (1978), Emotional Rescue (1980)                                                                 |                                                                                      |
| The Ventures             | Superstar Revue (1975), Moonlight Serenade (1976)                                                        | Rocky Road (1976)                                                                    |
| Yvonne Elliman           | If I Can’t Have You (1977), Love Pains (1979)                                                            |                                                                                      |

Anmerkung zur Tabelle: Eine Auswahl von bekannten Pop-, Rock- und anderen Unterhaltungskünstlern, die in der Hochzeit der Disco-Musik mit den jeweiligen Songs einen Hit hatten und/oder ganze Alben in diesem Stil aufnahmen.

### Neo Disco
- Hercules and Love Affair
- Jamiroquai
- Scissor Sisters

### Wichtige Produzenten

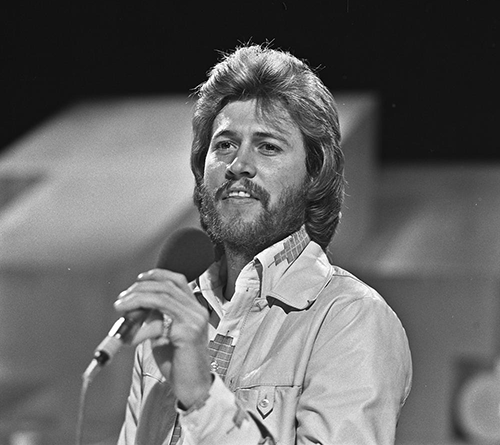
Barry Gibb, 1973

- Barry Gibb
- Boris Midney
- Cerrone
- Frank Farian
- Giorgio Moroder
- Gregg Diamond
- Domenico „Meco“ Monardo
- Michael Zager
- Nile Rodgers und Bernard Edwards
- Rinder & Lewis
- Sylvia Robinson